# Liste der Mitglieder des Abgeordnetenhauses von Berlin (2. Wahlperiode)
Diese Liste beinhaltet alle Mitglieder des Abgeordnetenhauses von Berlin der 2. Legislaturperiode (1955–1959). Die Wahl fand am 5. Dezember 1954 statt, die Wahlperiode dauerte vom 11. Januar 1955 bis zum 11. Januar 1959. Zu den Senaten in dieser Legislaturperiode siehe Senat Suhr, ab 3. Oktober 1957 Senat Brandt I.

## Präsidium des Abgeordnetenhauses
- Präsident: Willy Brandt (SPD) bis zum 2. Oktober 1957; Kurt Landsberg (SPD) vom 19. Oktober 1957 bis zum 4. März 1958; Willy Henneberg (SPD) ab dem 20. März 1958
- Stellvertreter des Präsidenten: Egon Endres (CDU), ab Mai 1957: Wolfram Müllerburg (CDU); Fritz Hausberg (FDP), ab November 1955: Hans-Günter Hoppe (FDP)
- Schriftführer: Willy Henneberg (SPD), ab 20. März 1958: Ferdinand Hannemann (SPD); Alfred Rojek (CDU), später: Bruno Lücke (CDU); Magda Schroedter (FDP/FVP/FDV); Alexander Voelker (SPD), ab März 1958: Franz Karl Meyer (SPD)

## Fraktionen
- SPD:
  - Vorsitzender: Franz Neumann, ab Februar 1958: Alexander Voelker
  - stellv. Vorsitzende: Edith Krappe, ab 1957: Heinz Striek; Rudolf Wissell und Herbert Theis
  - Geschäftsführerin: Edith Krappe, ab 1957: Heinz Striek
- CDU:
  - Vorsitzender: Ernst Lemmer, später: Egon Endres
  - stellv. Vorsitzende: Fritz Grantze, später: Alfons Waltzog; Hans Matthee, später: Robert von Radetzky
  - Geschäftsführer: Anton Weber
- FDP:
  - Vorsitzender: Carl-Hubert Schwennicke, später: Paul Ronge
  - stellv. Vorsitzende: Hermann Fischer, später: Heinz Ullmann; Paul Ronge, später: Heinz Amelang
  - Geschäftsführer: Karl Trucksaess, später: Ernst Gutknecht
- Arbeitsgemeinschaft FVP (seit Juli 1956)
  - Vorsitzender: Carl-Hubert Schwennicke

## Mitglieder
| Name                       | Lebensdaten | Partei                                    | Bemerkungen |
| -------------------------- | ----------- | ----------------------------------------- | --- |
| Bruno Altrichter           | 1893–1973   | CDU                                       | am 17. Februar 1955 für Joachim Tiburtius nachgerückt                                                                                       |
| Heinz Amelang              | 1914–1970   | FDP                                       | |
| Franz Amrehn               | 1912–1981   | CDU                                       | |
| Kurt Arnold                | 1905–1960   | SPD                                       | am 11. Februar 1955 ausgeschieden (→ Bezirksamt), Nachrücker: Werner Bloch                                                                  |
| Gerhard Außner             | 1909–1974   | SPD                                       | |
| Gerhard Balicki            | 1912–1993   | CDU                                       | |
| Hans Baltruschat           | 1921–1984   | SPD                                       | |
| Ella Barowsky              | 1912–2007   | FDP                                       | am 11. Februar 1955 ausgeschieden (→ Bezirksamt), Nachrücker: Hans-Günter Hoppe                                                             |
| Kurt Barthel               | 1921–2007   | SPD                                       | am 26. Februar 1955 für Kurt Exner nachgerückt am 11. Januar 1956 ausgeschieden, Nachrücker: Eberhard Hesse                                 |
| Fritz Barthelmann          | 1892–1962   | SPD                                       | |
| Willy Bartsch              | 1905–1988   | SPD                                       | |
| Ottomar Batzel             | 1900–1971   | CDU                                       | am 10. Februar 1955 ausgeschieden (→ Bezirksamt), Nachrücker: Rudolf Mendel                                                                 |
| Paul Bayer                 | 1893–1958   | SPD                                       | am 10. Juli 1958 verstorben, Nachrückerin: Charlotte Buchwald                                                                               |
| Ernst Benda                | 1925–2009   | CDU                                       | am 26. Januar 1955 für Heinrich Kreil nachgerückt am 17. Oktober 1957 ausgeschieden (→ Bundestagsabgeordneter), Nachrücker: Hans Rautenberg |
| Wilhelm Benecke            | 1883–1962   | FDP Arbeitsgemeinschaft Freie Volkspartei | mit Wirkung vom 2. Juli 1956 Austritt aus der FDP-Fraktion                                                                                  |
| Werner Bloch               | 1890–1973   | SPD                                       | am 17. Februar 1955 für Kurt Arnold nachgerückt                                                                                             |
| Willy Brandt               | 1913–1992   | SPD                                       | Präsident des Abgeordnetenhauses (bis zum 2. Oktober 1957), anschließend Regierender Bürgermeister, Senat Brandt I                          |
| Charlotte Buchwald         | 1899–1977   | SPD                                       | am 4. September 1958 für Paul Bayer nachgerückt                                                                                             |
| Fritz Bühl                 | 1919–1985   | SPD                                       | |
| Alexander Dehms            | 1904–1979   | SPD                                       | am 17. März 1955 für Willy Kressmann nachgerückt                                                                                            |
| Konrad Dickhardt           | 1899–1961   | SPD                                       | am 9. Februar 1955 ausgeschieden (→ Bezirksamt), Nachrücker: Werner Haase                                                                   |
| Rudolf Dümchen             | 1920–2017   | CDU                                       | am 24. Februar 1955 ausgeschieden (→ Bezirksamt), Nachrückerin: Agnes Eilers                                                                |
| Paul Dyllick               | 1908–1991   | CDU                                       | |
| Margarete Ehlert           | 1886–1962   | CDU                                       | |
| Franz Ehrke                | 1921–2021   | SPD                                       | am 3. März 1955 für Georg Ramin nachgerückt                                                                                                 |
| Agnes Eilers               | 1894–1970   | CDU                                       | am 3. März 1955 für Rudolf Dümchen nachgerückt                                                                                              |
| Egon Endres                | 1902–1983   | CDU                                       | |
| Kurt Exner                 | 1901–1996   | SPD                                       | am 24. Februar 1955 ausgeschieden (→ Bezirksamt), Nachrücker: Kurt Barthel                                                                  |
| Johannes Fest              | 1889–1960   | CDU                                       | am 17. März 1955 für Alfred Rojek nachgerückt                                                                                               |
| Hermann Fischer            | 1900–1983   | FDP Arbeitsgemeinschaft Freie Volkspartei | mit Wirkung vom 2. Juli 1956 Austritt aus der FDP-Fraktion                                                                                  |
| Erwin Forst                | 1908–1994   | SPD                                       | am 11. Februar 1955 ausgeschieden (→ Bezirksamt)                                                                                            |
| Johannes Fritze            | 1888–1960   | FDP                                       | |
| Hildegard von der Gablentz | 1901–1961   | CDU                                       | |
| Franz Ganschow             | 1908–1969   | SPD                                       | |
| Erich Gießner              | 1909–1995   | SPD                                       | am 17. Februar 1955 für Georg Stücklen nachgerückt                                                                                          |
| Alfons Grajek              | 1927–1992   | CDU                                       | |
| Fritz Grantze              | 1893–1966   | CDU                                       | am 22. Februar 1956 ausgeschieden (→ Bundestagsabgeordneter), Nachrücker: Kurt Neumann                                                      |
| Franz Gresse               | 1895–1968   | SPD                                       | am 14. Februar 1955 für Joachim Karnatz nachgerückt                                                                                         |
| Alfred Günzel              | 1901–1973   | FDP                                       | am 5. Dezember 1955 ausgeschieden, Nachrückerin: Olga Mannstaedt                                                                            |
| Rudolf Gunkel              | 1915–2013   | CDU                                       | |
| Herbert Guski              | 1901–1959   | CDU                                       | am 17. März 1955 für Gerhard Schulze nachgerückt                                                                                            |
| Werner Haase               | 1922–2002   | SPD                                       | am 17. Februar 1955 für Konrad Dickhardt nachgerückt                                                                                        |
| Ferdinand Hannemann        | 1905–1987   | SPD                                       | |
| Fritz David von Hansemann  | 1886–1971   | CDU                                       | am 10. Februar 1955 ausgeschieden (→ Bezirksamt), Nachrückerin: Lucia Krüger                                                                |
| Helmuth Harries            | 1902–1977   | CDU                                       | am 3. März 1955 für Charles Schmidt nachgerückt                                                                                             |
| Kurt Hartrodt              | 1891–1974   | SPD                                       | |
| Fritz Hausberg             | 1880–1959   | FDP                                       | Alterspräsident |
| Erfrid Heinecke            | 1898–1968   | SPD                                       | am 22. März 1956 ausgeschieden (→ Bezirksamt), Nachrücker: Artur Hoffmann                                                                   |
| Lucia Helbig               | 1893–1981   | CDU                                       | |
| Willy Henneberg            | 1898–1961   | SPD                                       | Präsident des Abgeordnetenhauses (ab 20. März 1958)                                                                                         |
| Paul Hertz                 | 1888–1961   | SPD                                       | Senator für Wirtschaft und Kredit |
| Eberhard Hesse             | 1911–1986   | SPD                                       | am 2. Februar 1956 für Kurt Barthel nachgerückt                                                                                             |
| Artur Hoffmann             | 1902–1975   | SPD                                       | am 5. April 1956 für Erfrid Heinecke nachgerückt                                                                                            |
| Willy Hoheisel             | 1894–1982   | SPD                                       | am 24. Februar 1955 ausgeschieden (→ Bezirksamt), Nachrücker: Helmut Sichter                                                                |
| Hans-Günter Hoppe          | 1922–2000   | FDP                                       | am 17. Februar 1955 für Ella Barowsky nachgerückt                                                                                           |
| Volker Hucklenbroich       | 1925–2004   | FDP                                       | |
| Willi Hübner               | 1896–1979   | SPD                                       | am 21. März 1957 ausgeschieden, Nachrücker: Otto Keilholz                                                                                   |
| Gerhard John               | 1908–1963   | CDU                                       | |
| Wilhelm John               | 1916–1973   | CDU                                       | am 15. Oktober 1958 ausgeschieden, Nachrückerin: Dorothea Juncker                                                                           |
| Dorothea Juncker           | 1900–1979   | CDU                                       | am 15. Oktober 1958 für Wilhelm John nachgerückt                                                                                            |
| Joachim Karnatz            | 1921–1977   | SPD                                       | am 10. Februar 1955 ausgeschieden, Nachrücker: Franz Gresse                                                                                 |
| Lydia Keil                 | 1907–1985   | SPD                                       | |
| Otto Keilholz              | 1891–1966   | SPD                                       | am 2. Mai 1957 für Willi Hübner nachgerückt                                                                                                 |
| Peter Kerp                 | 1919–1997   | CDU Arbeitsgemeinschaft Freie Volkspartei | am 17. März 1955 für Erich Steinbeck nachgerückt 1957 Wechsel von der CDU zur Arbeitsgemeinschaft Freie Volkspartei                         |
| Katherine Kleikamp         | 1897–1988   | SPD                                       | |
| Günter Klein               | 1900–1963   | SPD                                       | |
| Katharina Klingelhöfer     | 1889–1977   | SPD                                       | |
| Edith Krappe               | 1909–2006   | SPD                                       | am 20. Dezember 1957 ausgeschieden (→ Bundestagsabgeordnete), Nachrücker: Emil Much                                                         |
| Paul Kreich                | 1908–2004   | FDP                                       | am 10. April 1958 für Max Miericke nachgerückt                                                                                              |
| Heinrich Kreil             | 1885–1967   | CDU                                       | Senator für Arbeit und Sozialwesen am 3. Januar 1955 ausgeschieden, Nachrücker: Ernst Benda                                                 |
| Willy Kressmann            | 1907–1986   | SPD                                       | am 10. März 1955 ausgeschieden (→ Bezirksamt), Nachrücker: Alexander Dehms                                                                  |
| Rudolf Krohn               | 1917–1995   | CDU                                       | |
| Erwin Krüger               | 1909–1986   | SPD                                       | |
| Friedrich Krüger           | 1896–1984   | SPD                                       | am 12. Februar 1955 für Walter Röber nachgerückt                                                                                            |
| Lucia Krüger               | 1901–1986   | CDU                                       | am 17. Februar 1955 für Fritz David von Hansemann nachgerückt                                                                               |
| Heinrich Kühn              | 1894–1981   | SPD                                       | am 17. Februar 1955 ausgeschieden (→ Bezirksamt), Nachrückerin: Hilde Lucht-Perske                                                          |
| Elfriede Kuhr              | 1891–1966   | CDU                                       | am 17. März 1955 ausgeschieden (→ Bezirksamt), Nachrücker: Fritz Schmidt                                                                    |
| Walter Kunze               | 1884–1972   | CDU                                       | am 6. Juni 1957 für Harald Roos nachgerückt                                                                                                 |
| Kurt Landsberg             | 1892–1964   | SPD                                       | Präsident des Abgeordnetenhauses (19. Oktober 1957 – 4. März 1958)                                                                          |
| Friedrich Otto Leibrock    | 1893–1970   | CDU                                       | |
| Ernst Lemmer               | 1898–1970   | CDU                                       | |
| Joseph Lenz                | 1889–1969   | SPD                                       | am 7. Februar 1955 ausgeschieden (→ Bezirksamt), Nachrücker: Max Urich                                                                      |
| Georg Liljeberg            | 1905–1993   | SPD                                       | |
| Joachim Lipschitz          | 1918–1961   | SPD                                       | Senator für Inneres |
| Elisabeth Lorenz           | 1904–1996   | SPD                                       | |
| Peter Lorenz               | 1922–1987   | CDU                                       | |
| Edith Lowka                | 1916–1989   | SPD                                       | |
| Hilde Lucht-Perske         | 1902–1973   | SPD                                       | am 3. März 1955 für Heinrich Kühn nachgerückt                                                                                               |
| Erich Lück                 | 1907–1959   | SPD                                       | |
| Bruno Lücke                | 1907–1962   | CDU                                       | |
| Martin Mährlein            | 1892–1973   | SPD                                       | |
| Olga Mannstaedt            | 1908–1992   | FDP                                       | am 15. Dezember 1955 für Alfred Günzel nachgerückt                                                                                          |
| Hans Matthee               | 1899–1969   | CDU                                       | am 10. April 1957 ausgeschieden, Nachrücker: Siegmund Weltlinger                                                                            |
| Werner Matthies            | 1910–1991   | SPD                                       | am 1. November 1957 für Klaus Schütz nachgerückt                                                                                            |
| Helmut Mattis              | 1905–1987   | SPD                                       | am 10. Februar 1955 ausgeschieden (→ Bezirksamt), Nachrücker: Theodor Thiele                                                                |
| Rudolf Mendel              | 1907–1979   | CDU                                       | am 15. Februar 1955 für Ottomar Batzel nachgerückt                                                                                          |
| Franz Karl Meyer           | 1906–1983   | SPD                                       | |
| Georg Meyer                | 1889–1968   | SPD                                       | |
| Max Miericke               | 1893–1958   | FDP                                       | am 2. April 1958 verstorben, Nachrücker: Paul Kreich                                                                                        |
| Karl Minning               | 1889–1972   | SPD                                       | am 5. Februar 1955 für Walter Wüst nachgerückt                                                                                              |
| Emil Much                  | 1904–1982   | SPD                                       | am 27. Dezember 1957 für Edith Krappe nachgerückt                                                                                           |
| Franz Otto Müller          | 1883–1961   | CDU                                       | |
| Johannes Müller            | 1905–1992   | CDU                                       | |
| Rudolf Müller              | 1910–1961   | SPD                                       | |
| Wolfram Müllerburg         | 1906–1980   | CDU                                       | |
| Martin Mulert              | 1894–1959   | FDP                                       | am 17. Februar 1955 für Hans Reif nachgerückt                                                                                               |
| Kurt Nacken                | 1908–1964   | CDU                                       | am 17. Februar 1955 für Joachim Wolff nachgerückt                                                                                           |
| Franz Neumann              | 1904–1974   | SPD                                       | Fraktionsvorsitzender |
| Kurt Neumann               | 1924–2001   | CDU                                       | am 28. Februar 1956 für Fritz Grantze nachgerückt                                                                                           |
| Walter Nicklitz            | 1911–1989   | SPD                                       | am 7. Februar 1955 ausgeschieden (→ Bezirksamt), Nachrückerin: Gertrud Utpott                                                               |
| Herbert Ohning             | 1906–1959   | SPD                                       | |
| Meta Omankowsky            | 1902–1984   | SPD                                       | |
| Anni Partzsch              | 1905–1973   | SPD                                       | am 17. März 1955 für Wilhelm Urban nachgerückt                                                                                              |
| Horst Peschke              | 1914–1991   | FDP                                       | |
| Georg Pluta                | 1888–1965   | FDP Arbeitsgemeinschaft Freie Volkspartei | am 28. Februar 1955 für Paul Scheffler nachgerückt mit Wirkung vom 2. Juli 1956 Austritt aus der FDP-Fraktion                               |
| Erich Raddatz              | 1886–1964   | SPD                                       | am 24. Februar 1955 ausgeschieden (→ Bezirksamt), Nachrücker: Fritz Votava                                                                  |
| Robert von Radetzky        | 1899–1989   | CDU                                       | |
| Georg Ramin                | 1899–1957   | SPD                                       | am 17. Februar 1955 ausgeschieden (→ Bezirksamt), Nachrücker: Franz Ehrke                                                                   |
| Hans Rautenberg            | 1911–1990   | CDU                                       | am 15. Oktober 1957 für Ernst Benda nachgerückt                                                                                             |
| Hans Reif                  | 1899–1984   | FDP                                       | am 15. Februar 1955 ausgeschieden (→ Bundestagsabgeordneter), Nachrücker: Martin Mulert                                                     |
| Maria Reuber               | 1901–1969   | SPD                                       | |
| Walter Röber               | 1894–1964   | SPD                                       | am 7. Februar 1955 ausgeschieden (→ Bezirksamt), Nachrücker: Friedrich Krüger                                                               |
| Alfred Rojek               | 1897–1975   | CDU                                       | am 17. März 1955 ausgeschieden (→ Bezirksamt), Nachrücker: Johannes Fest                                                                    |
| Maria Rommeler             | 1894–1978   | CDU                                       | am 3. August 1958 für Walther Schreiber nachgerückt                                                                                         |
| Paul Ronge                 | 1901–1965   | FDP                                       | Fraktionsvorsitzender der FDP ab Juli 1956                                                                                                  |
| Harald Roos                | 1899–1961   | CDU                                       | am 6. Juni 1957 ausgeschieden, Nachrücker: Walter Kunze                                                                                     |
| Hermann Rosenstein         | 1893–1960   | CDU                                       | |
| Werner Rüdiger             | 1901–1966   | SPD                                       | |
| Ernst Runge                | 1890–1970   | FDP Arbeitsgemeinschaft Freie Volkspartei | mit Wirkung vom 2. Juli 1956 Austritt aus der FDP-Fraktion                                                                                  |
| Hermann Schäfer            | 1900–1961   | SPD                                       | |
| Paul Scheffler             | 1895–1985   | FDP                                       | am 24. Februar 1955 ausgeschieden (→ Bezirksamt), Nachrücker: Georg Pluta                                                                   |
| Julius Schellin            | 1880–1962   | CDU                                       | |
| Charles Schmidt            | 1906–1971   | CDU                                       | am 24. Februar 1955 ausgeschieden (→ Bezirksamt), Nachrücker: Helmuth Harries                                                               |
| Fritz Schmidt              | 1896–1968   | CDU                                       | am 17. März 1955 für Elfriede Kuhr nachgerückt                                                                                              |
| Eleonore Schneider         | 1907–1982   | CDU                                       | |
| Walther Schreiber          | 1884–1958   | CDU                                       | verstorben am 30. Juni 1958, Nachrückerin: Maria Rommeler                                                                                   |
| Magda Schroedter           | 1888–1962   | FDP Arbeitsgemeinschaft Freie Volkspartei | mit Wirkung vom 2. Juli 1956 Austritt aus der FDP-Fraktion                                                                                  |
| Gerda von Schütz           | 1893–1982   | CDU                                       | |
| Klaus Schütz               | 1926–2012   | SPD                                       | am 7. November 1957 ausgeschieden (→ Bundestagsabgeordneter), Nachrücker: Werner Matthies                                                   |
| Friedrich Schulze          | 1896–1976   | SPD                                       | |
| Gerhard Schulze            | 1919–2006   | CDU                                       | am 10. März 1955 ausgeschieden (→ Bezirksamt), Nachrücker: Herbert Guski                                                                    |
| Carl-Hubert Schwennicke    | 1906–1992   | FDP Arbeitsgemeinschaft Freie Volkspartei | Fraktionsvorsitzender der FDP bis zum 2. Juli 1956 mit Wirkung vom 2. Juli 1956 Austritt aus der FDP-Fraktion                               |
| Helmut Sichter             | 1915–1998   | SPD                                       | am 3. März 1955 für Willy Hoheisel nachgerückt                                                                                              |
| Bernhard Skrodzki          | 1902–1969   | CDU                                       | |
| Walter Sonntag             | 1899–1959   | SPD                                       | am 11. September 1957 für Otto Suhr nachgerückt                                                                                             |
| Werner Stein               | 1913–1993   | SPD                                       | |
| Erich Steinbeck            | 1892–1960   | CDU                                       | am 10. März 1955 ausgeschieden (→ Bezirksamt), Nachrücker: Peter Kerp                                                                       |
| Werner Steinbring          | 1904–1972   | CDU SPD                                   | am 6. Februar 1958 Bekanntgabe des Partei- und Fraktionswechsels                                                                            |
| Heinz Striek               | 1918–2011   | SPD                                       | |
| Georg Stücklen             | 1890–1974   | SPD                                       | am 11. Februar 1955 ausgeschieden (→ Bezirksamt), Nachrücker: Erich Gießner                                                                 |
| Otto Suhr                  | 1894–1957   | SPD                                       | Regierender Bürgermeister, Senat Suhr, verstorben am 30. August 1957, Nachrücker: Walter Sonntag                                            |
| Curt Swolinzky             | 1887–1967   | SPD parteilos                             | am 10. Dezember 1955 aus Partei und Fraktion ausgetreten                                                                                    |
| Herbert Theis              | 1906–1972   | SPD                                       | |
| Otto Theuner               | 1900–1980   | SPD                                       | Senator für Verkehr und Betriebe |
| Theodor Thiele             | 1906–1974   | SPD                                       | am 17. Februar 1955 für Helmut Mattis nachgerückt                                                                                           |
| Joachim Tiburtius          | 1889–1967   | CDU                                       | am 9. Februar 1955 ausgeschieden, Nachrücker: Bruno Altrichter                                                                              |
| Karl Trucksaess            | 1880–1961   | FDP Arbeitsgemeinschaft Freie Volkspartei | mit Wirkung vom 2. Juli 1956 Austritt aus der FDP-Fraktion                                                                                  |
| Heinz Ullmann              | 1886–1968   | FDP                                       | |
| Wilhelm Urban              | 1908–1973   | SPD                                       | am 10. März 1955 ausgeschieden (→ Bezirksamt), Nachrückerin: Anni Partzsch                                                                  |
| Max Urich                  | 1890–1968   | SPD                                       | am 17. Februar 1955 für Joseph Lenz nachgerückt                                                                                             |
| Gertrud Utpott             | 1891–1976   | SPD                                       | am 15. Februar 1955 für Walter Nicklitz nachgerückt                                                                                         |
| Alexander Voelker          | 1913–2001   | SPD                                       | |
| Otto Vortisch              | 1897–1971   | SPD                                       | |
| Fritz Votava               | 1906–1989   | SPD                                       | am 26. Februar 1955 für Erich Raddatz nachgerückt                                                                                           |
| Alfons Waltzog             | 1910–1981   | CDU                                       | |
| Anton Weber                | 1890–1969   | CDU                                       | |
| Siegmund Weltlinger        | 1886–1974   | CDU                                       | am 12. April 1957 für Hans Matthee nachgerückt                                                                                              |
| Hermann Wiederhold         | 1899–1968   | FDP                                       | |
| Lothar Wille               | 1908–1992   | CDU fraktionslos                          | am 14. Februar 1956 Austritt aus der CDU-Fraktion                                                                                           |
| Rudolf Wissell             | 1902–1985   | SPD                                       | |
| Ida Wolff                  | 1893–1966   | SPD                                       | |
| Joachim Wolff              | 1918–1977   | CDU                                       | am 9. Februar 1955 ausgeschieden (→ Bezirksamt), Nachrücker: Kurt Nacken                                                                    |
| Walter Wüst                | 1896–1965   | SPD                                       | am 7. Februar 1955 ausgeschieden (→ Bezirksamt), Nachrücker: Karl Minning                                                                   |